# Łuskowiec ziemny

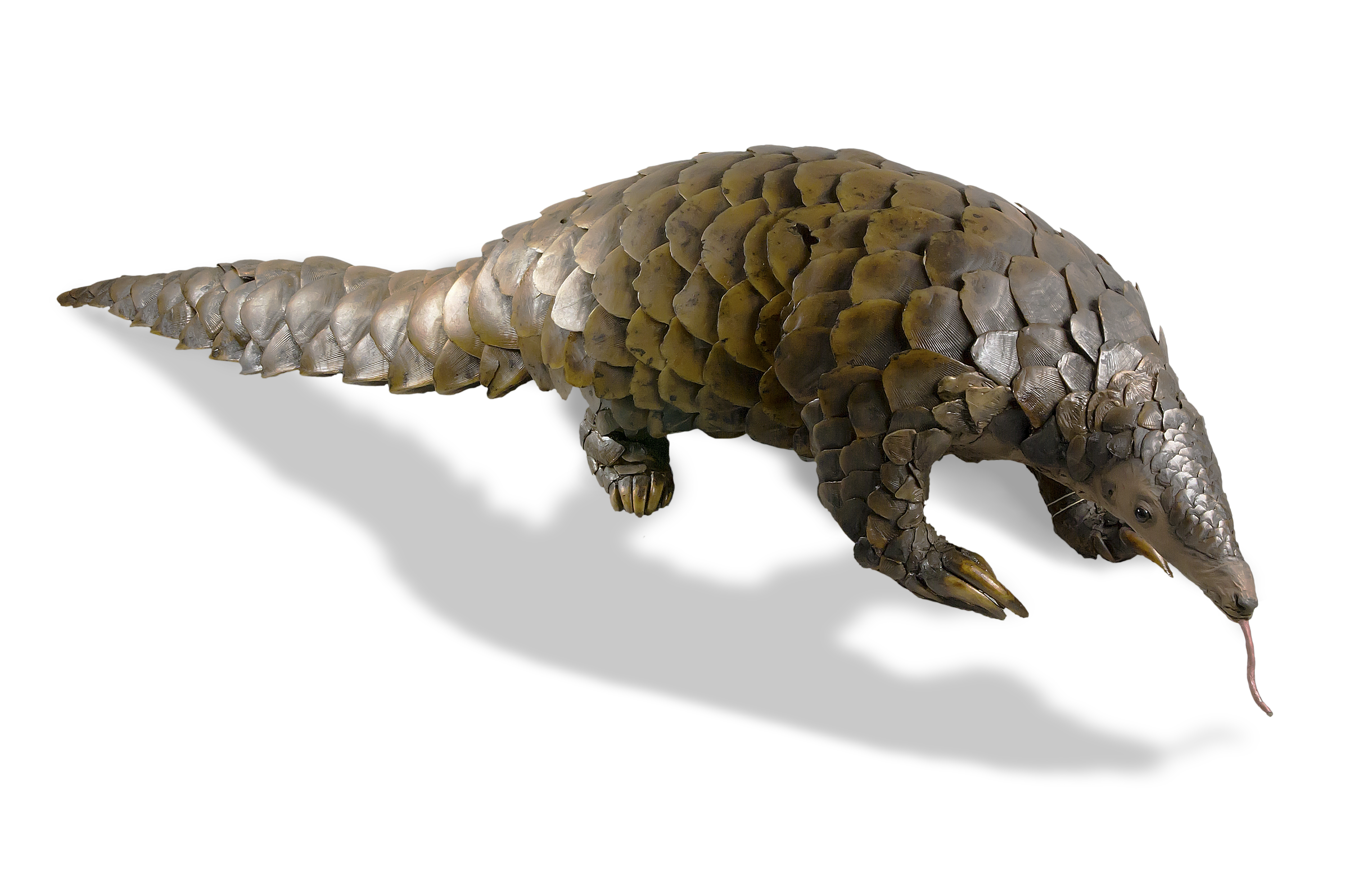
Manis temminckii

Łuskowiec ziemny, łuskowiec stepowy (Smutsia temminckii) – ssak łożyskowy zaliczany do łuskowców.
Występuje w Afryce.